# Argon-40
Argon-40 of 40Ar is een stabiele isotoop van argon, een edelgas. Het is een van de drie in de natuur voorkomende isotopen van het element, naast argon-36 en argon-38. De abundantie van argon-40 op Aarde bedraagt 99,6003%.
Argon-40 ontstaat onder meer bij het radioactief verval van chloor-40 en kalium-40. Dit laatste verval verklaart waarom argon-40 op Aarde meer dan 1000 maal meer voorkomt dan op basis van de kosmische abundantie verwacht zou mogen worden. Kalium is namelijk een van de tien meest voorkomende elementen in de aardkorst: het komt voor in talloze mineralen. In de loop van de Aardse geschiedenis is het isotoop door verval van kalium in de atmosfeer verrijkt.
In de geologie wordt het verval van kalium-40 naar argon-40 aangewend bij datering van gesteenten en sedimenten tot enkele miljarden jaren terug in de tijd. De daarbij gebruikte methoden van ouderdomsbepaling staan bekend als kalium-argondatering en argon-argondatering.
30Ar · 31Ar · 32Ar · 32mAr · 33Ar · 34Ar · 35Ar · 36Ar · 37Ar · 38Ar · 39Ar · 40Ar · 41Ar · 42Ar · 43Ar · 44Ar · 45Ar · 46Ar · 47Ar · 48Ar · 49Ar · 50Ar · 51Ar · 52Ar · 53Ar